# Moet er nog sneeuw zijn?
Moet er nog sneeuw zijn? is het 63ste stripverhaal van De Kiekeboes. De reeks wordt getekend door striptekenaar Merho. Het album verscheen in november 1994. Het album bestaat uit 2 kerstverhalen, die al eerder verschenen buiten de reeks: Van de os op de ezel (1989) en Een witte kerst (1991).

## Verhaal
Van de os op de ezel
Fernand Goegebuer is de regisseur van een nieuw kersttoneel: Van de os op de ezel. Maar na een repetitie komt hij in de sneeuw lelijk ten val en breek zijn been. Leon Van der Neffe neemt nu de taak van regisseur op zich. En daar is Kiekeboe allerminst mee opgezet. De première begint zeer goed, maar tijdens de voorstelling vergeet Marcel zijn tekst (hij speelt de os en de ezel) en stoot hij toevallig met de kop van de os tegen een lantaarn. De kaars in de lantaarn valt op de grond en het zijdoek van de coulissen vliegt in brand. Meteen is er paniek alom en de voorstelling wordt halverwege afgelast.
Ondertussen wordt de stad geteisterd door professionele diefstallen. Het is de kapper van de stad, Ton Deuze, die achter de diefstallen zit. Hij luisterde altijd aandachtig naar zijn klanten en kwam zo precies te weten welke waardevolle voorwerpen ze in huis hadden. Terwijl de klanten onder de haardroger zaten, liet hij een duplicaat van de huissleutel maken. Maar Ton Deuze schrijft ook recensies over toneelstukken, en zo ook over het toneelstuk van Goegebuer. In de krant schreef hij over het toneelstuk dat het prachtig was en dat op het einde de acteurs op een daverend applaus getrakteerd werden. Maar ... halverwege was de voorstelling afgelast door de brand, en daarover stond niets in het artikel. Kiekeboe gaat op onderzoek uit en betrapt Ton Deuze, terwijl hij met 2 koffers vol juwelen en antiek wil vertrekken. Uiteindelijk bekent Ton Deuze alles en wordt op kerstdag zelf de echte première gehouden.
Een witte kerst
De familie Kiekeboe brengt de kerstdagen door in de Ardennen. Als ze plots moeten remmen voor een overstekend hert, knalt de auto tegen een boom. Bij wonder is niemand gewond, maar Fanny en Konstantinopel gaan hulp zoeken in een nabijgelegen woning. Ze vinden er Aubin Marie, een bekend bacterioloog, neergeslagen op de grond. Als hij bijkomt, vertelt hij hen dat hij werd neergeslagen door een man, vermomd als kerstman. Die kerstman heeft zijn zevende dwerg meegenomen. Die zevende dwerg is een van zijn collectie nieuwe bacteriën, die hij sneeuwwitje heeft gedoopt. Die bacterie heeft de eigenschap om alle kleuren uit zijn omgeving weg te vreten. Enkel als het vriest, krijgt alles zijn kleur terug.
De man vermomd als kerstman heeft echter, op de plaats waar het ongeval plaatsvond, zijn flesje met de bacteriën verloren. Kiekeboe raapt het flesje op en stopt het in zijn zak, omdat hij denkt dat het de neusdruppels van Konstantinopel zijn. Ze rijden dan maar naar een nabijgelegen herberg, de Auberge van Dieudonné Gradé, die niet alleen een chef-kok, maar ook een gevierd kunstschilder is. Aangezien alles is volgeboekt, moet de familie Kiekeboe het doen met een ietwat vervallen stal.
De volgende dag wordt de hele herberg opgeschrikt door de diefstal van alle schilderijen van Gradé. Meteen na zijn ontdekking wordt hij opgebeld door iemand, die beweert alle schilderijen te hebben in een jagershut aan de rand van het bos. Hij moet alleen ernaartoe komen, maar de familie Kiekeboe gaat mee en verbergt zich achteraan de hut. Gradé stapt binnen in de hut en ziet de man, vermomd als kerstman, in het midden van de hut zitten, omringd door de schilderijen van Gradé. De man ontdoet zich van zijn vermomming: het is Pierrot Croissant, de zoon van Prosper Croissant. Dieudonné Gradé was vroeger de huisbaas van Prosper Croissant. De familie Croissant huurde aan woekerprijzen een krot in de stad van Gradé. Maar ze hadden het niet breed en werden zonder pardon uit hun huis gezet. Kort daarop stierven de ouders van Pierrot en werd hij naar een weeshuis gebracht. Nu wil hij wraak nemen op Gradé, door alle schilderijen te ontkleuren. Maar Pierrot weet niet dat hij het flesje neusdruppels van Konstantinopel in zijn handen heeft, dat hij de vorige nacht heeft gestolen. Er gebeurt niets, maar meteen denkt Kiekeboe aan de neusdruppels van Konstantinopel, die ze net in zijn neus wil doen. Kiekeboe duwt het fles uit zijn handen. Het valt op de grond en de hele streek begint te ontkleuren. Uiteindelijk krijgen ze allemaal hun gewone kleur weer terug, omdat het begint te vriezen.